# توماس جرالد روم
توماس جرالد روم (انگلیسی: Thomas Gerald Room؛ ۱۰ نوامبر ۱۹۰۲ – ۲ آوریل ۱۹۸۶) ریاضی‌دان استرالیایی بود که برای مربع‌های روم شناخته می‌شود. روم با جسیکا بنرمن ازدواج کرد که در سال ۱۹۳۷ در سیدنی با او آشنا شد. آن‌ها صاحب یک پسر و دو دختر شدند.